# Aleksandr Kosarev (pallavolista)
Aleksandr Borisovič Kosarev (in russo Александр Борисович Косарев?, in ucraino Олександр Борисович Косарев?, Oleksandr Borysovyč Kosarev; Rivne, 30 settembre 1977) è un pallavolista ucraino naturalizzato russo.

## Palmarès

### Club
- Campionato russo: 1

2012-13
- Coppa di Russia: 2

2012, 2013
- Supercoppa russa: 2

2013, 2014
- Champions League: 1

2013-14

### Nazionale (competizioni minori)
- European League 2004